# Magdalena Figlerowicz
Magdalena Ewa Figlerowicz z domu Chmiel (ur. 2 listopada 1961) – polska lekarka, specjalistka pediatrii i chorób zakaźnych, profesor nauk medycznych, konsultant wojewódzki w dziedzinie chorób zakaźnych dla województwa wielkopolskiego, nauczyciel akademicki Uniwersytetu Medycznego im. Karola Marcinkowskiego w Poznaniu.

## Życiorys
Absolwentka Akademii Medycznej w Poznaniu. W 1986 r. otrzymała prawo wykonywania zawodu lekarza i rozpoczęła pracę w Klinice Obserwacyjno-Zakaźnej Instytutu Pediatrii AM w Poznaniu pod przewodnictwem swojej matki – Marii Chmiel. Przez cały okres działalności zawodowej jest związana z powyższą jednostką (obecna nazwa to: Klinika Chorób Zakaźnych i Neurologii Dziecięcej). W 2002 r. otrzymała etat naukowo-dydaktyczny na Akademii Medycznej w Poznaniu i podjęła współpracę z Instytutem Chemii Organicznej PAN. Była pomysłodawczynią, współtwórczynią, a następnie została kierowniczką Pracowni Diagnostyki Chorób Wirusowych otwartej w 2004 r.
W 1993 r. uzyskała stopień doktora nauk medycznych na podstawie pracy pt. Obraz kliniczny i ocena wyników leczenia zapalenia opon mózgowo-rdzeniowych i mózgu wywołanego wirusem świnki u dzieci w zależności od wieku, a w 2005 r. habilitację na podstawie rozprawy pt. Przewlekłe zapalenie wątroby typu C u dzieci – wpływ czynników klinicznych oraz wirusologicznych na efekty leczenia interferonem alfa lub interferonem alfa i rybawiryną.
W 2014 roku otrzymała tytuł profesora nauk medycznych.
W 2019 r. objęła funkcję konsultanta wojewódzkiego w dziedzinie chorób zakaźnych dla województwa wielkopolskiego.
W 2020 r. została kierownikiem Katedry Chorób Zakaźnych i Neurologii Dziecięcej w Instytucie Pediatrii Uniwersytetu Medycznego im. Karola Marcinkowskiego w Poznaniu.
Jest autorką lub współautorką ponad 50 publikacji naukowych oraz promotorką 4 rozpraw doktorskich oraz recenzentką 5 prac doktorskich i 2 habilitacyjnych.
Do obszaru jej szczególnych zainteresowań naukowych należą wirusowe zapalenia wątroby typu B i C oraz neuroinfekcje.

## Życie prywatne
Jest córką dwojga polskich lekarzy związanych z Akademią Medyczną w Poznaniu – Marii Chmiel (zd. Psarska) oraz Józefa Chmiela. Jej mężem jest Marek Figlerowicz – profesor nauk biologicznych.

## Odznaczenia
- Srebrny Krzyż Zasługi (2009)[9]
- Złoty Krzyż Zasługi (2020)[10]

## Publikacje[5]
- Charakterystyka kliniczna cytomegalii wrodzonej i nabytej u dzieci na podstawie własnych obserwacji. (2009)
- Analiza związku przebiegu zakażenia wirusem C zapalenia wątroby oraz skuteczności leczenia z allelami HLA A u dzieci i młodzieży. (2008)
- Obraz morfologiczny przewlekłego zapalenia wątroby u dzieci zakażonych wirusem typu B. (2005)
- Endo i egzogenny interferon alfa oraz przeciwciała przeciwinterferonowe w surowicy krwi dzieci w przebiegu leczenia przewlekłego zapalenia wątroby typu B. (2004)